# Vito LoGrasso
Vito LoGrasso (født d. 18. juni 1964) er en amerikansk fribryder, kendt som Big Vito i WCW og bare Vito i WWE. 

## Biografi

### Extreme Championship Wrestling
Vito debuterede i wrestling i 1990. Han wrestlede først for ECW som Skull Von Crush, og blev i slutningen af 90'erne medlem af gruppen Da' Baldies. Gruppen fejdede med bl.a. New Jack, i en bandekrig. 

### World Championship Wrestling
Vito debuterede i WCW i 1999 som Big Vito. Han dannede par sammen med Johnny the Bull i The Mamalukes. Gruppen vandt WCW Tag Team titlerne, og opnåede stor succes som hold. I sommeren 2000 blev gruppen WCW Hardcore mestre, men det endte med at Vito vandt tilen alene. Johnny the Bull vendte ham ryggen og tilsluttede sig Natural Born Thrillers, og Big Vito blev en populær wrestler, der faktisk opnåede stor popularitet med fans. Big Vito indledte i efteråret en fejde med Reno der endte ved WCW Sin i 2001. Herefter forlod Vito WCW, da han krævede flere penge.

### Total Nonstop Action
Vito wrestlede i TNA som medlem af The New York Connection. Her fejdede han med Simon Diamond, men forlod firmaet kort tid efter igen.

### World Wrestling Entertainment
Vito blev hyret af WWE i 2005, og dukkede op som bodyguard til Nunzio. Her blev Full Blooded Italians gendannet, og i starten fungerede de som good guys. I 2006 ændrede hans gimmick sig dog drastisk, fra hans italienske mafia agtige gimmick, til en transvestit. Vito wrestlede i kjole og blev ekstremt populær med fans. Vito annoncerede endda, at han ville posere i Playgirl magasinet. Vito blev i maj 2007 fyret fra WWE.